# 葛原新町楽
葛原新町楽（くずはらしんまちがく）は、福岡県北九州市小倉南区の葛原八幡神社境内で行われる神事芸能で、九州地方に広く分布する浮立系太鼓踊の1つ。1984年（昭和59年）2月1日、北九州市指定無形民俗文化財に指定。

## 歴史
詳しい成立時期は定かでないが、1684年（天和4年）鋳造の刻印が残る「古鉦」が保存されている。言い伝えによれば、この地方に牛馬の疫病が流行し、農作業に欠かせない牛馬が多数死んだ。村人たちが相談を重ねたところ、「牛の守り神は天神様じゃ。これはひとつ新町の天神様にお願いしよう」となり、連日連夜、昼夜を徹して天神様に祈願を続けたところ、奇跡のごとく祈願は成就した。村人はその御礼として、願解きの楽打（太鼓踊）を奉納したのが起源とされる。また、1835年（天保5年）には雨乞祈願で踊ったことが記録されている。